# Köhnə Alvadı
Köhnə Alvadı è un comune dell'Azerbaigian situato nel distretto di Masallı. Conta una popolazione di 3 496 abitanti.